# CoCoNet PiTaPaカード
CoCoNet PiTaPaカード（ココネット　ピタパ～）は、阪神電気鉄道（阪神）が発行していたPiTaPa対応のICカードである。本利用開始日は2006年2月1日。ここでは単にCoCoNet PiTaPaと表記する。

## 概要
CoCoNet PiTaPaは同時期に利用を開始したOSAKA PiTaPaと同じく1枚での発行だが、このカードはIC定期券に対応している。カードデザインはキッズ用とジュニア・一般家族・本会員用でデザインが違い、キッズカードはベーシックカードの発行となる。現在は阪急阪神カードが発行するSTACIAカードに統合されたため2007年9月で新規申込は受け付けていない。

## 提示優待サービス
阪神の各駅に置いてあるリーフレットに優待情報が書かれている店のみならず美術館、博物館、レジャー施設でこのカードを提示すると、各種優待を受けることができる。ただし、キッズカードはこのサービスを利用することができない。但し、美術館と博物館は特別展を開催する場合は特典を受けることができないことが多い。

## IC定期券
2006年7月1日から始まった新サービス。通常の磁気定期券と同じく1･3･6ヶ月が用意されている。CoCoNet PiTaPaはカード表面に定期券の機能を付加することができる。もちろん、定期券代もポストペイで後払いにすることも可能。2007年4月1日から阪急連絡定期券が利用でき、神戸高速鉄道、六甲ライナー、ポートライナー連絡定期券は2007年9月1日より対応。

## 宣伝キャラクター
宣伝キャラクターとしては家族が描かれており、イラストレーターは上大岡トメ。使い方は4コマ漫画で描かれているのでわかりやすい（但し、会話はほとんど関西弁）。阪神甲子園球場も宣伝に出てくる（タイガースショップ・アルプスでPiTaPa決済可能）。ちなみに初回版のサービスガイドでは、ファンタ☆ピースの城ゆかりがモデルをしている。

## カードの統合
今までのカード（CoCoNet PiTaPaカード：以下省略）は有効期限までは使用できるが、阪神系のカードを使い続けようとする場合は、阪急阪神カードが発行するSTACIAカードを新たに申し込まなければならない。また今までのカードは自動退会とはならないので自分で退会しなければならない。もし退会手続きをしない若しくは新カードを申し込まずにそのままにしておいた場合は有効期限が来た時にPiTaPaベーシックカードが送られてくる。
今までのカードでのPiTaPa倶楽部の登録内容は引き継げないのでSTACIAカードで新たに登録しなければならない。（ポイントも消滅する）